# Allium autumnale
Allium autumnale är en amaryllisväxtart som beskrevs av Peter Hadland Davis. Allium autumnale ingår i släktet lökar, och familjen amaryllisväxter. IUCN kategoriserar arten globalt som livskraftig.
Artens utbredningsområde är Cypern. Inga underarter finns listade i Catalogue of Life.